# Casimiro IV Jagellón
Casimiro IV Jagellón (en polaco: Kazimierz IV Jagiellończyk, en lituano: Kazimieras I Jogailaitis, Cracovia, 1427-Grodno, 1492), gran duque de Lituania (1440-1492) y rey de Polonia (1447-1492). Hijo de Vladislao II de Polonia y de Sofía de Halshany. Fue uno de los gobernantes polacos más activos, bajo el cual Polonia, al derrotar a los Caballeros Teutónicos en la Guerra de los Trece Años, recuperó Pomerania, y la dinastía Jagellónica se convirtió en una de las principales casas reales de Europa. Era un fuerte opositor de la aristocracia y ayudó a fortalecer la importancia del Parlamento y el Senado.
El gran triunfo de su reinado fue poner a Prusia bajo dominio polaco. Su gobierno largo y brillante correspondió a la edad de "nuevas monarquías" en la Europa occidental. En el siglo XV, Polonia redujo la distancia que la separaba de la Europa occidental y se convirtió en un factor importante en las relaciones internacionales. La demanda de materias primas y productos semielaborados estimuló el comercio, produciendo un balance positivo y contribuyó al crecimiento de la artesanía y la minería en todo el país.
Recibió la Orden inglesa de la Jarretera (KG), la orden de caballería más alta y el honor más prestigioso de Inglaterra.

## Biografía

### Juventud
Casimir Jagellón era el tercer y más joven hijo del rey Vladislao II de Polonia y su cuarta esposa, Sophia de Halshany. Su padre ya tenía 65 años cuando nació Casimiro, y se esperaba que su hermano Vladislao III, tres años mayor que él, se convirtiera en rey antes de su mayoría. Extrañamente, poco se hizo por su educación; nunca le enseñaron latín, ni fue entrenado para las responsabilidades del cargo, a pesar de que era el único hermano del soberano legítimo. A menudo confió en su instinto y sentimientos y tenía poco conocimiento político, pero compartió un gran interés en la diplomacia y los asuntos económicos del país. A lo largo de la juventud de Casimiro, el obispo Zbigniew Oleśnicki fue su mentor y tutor. Sin embargo, el clérigo sintió una gran renuencia hacia él, creyendo que sería un monarca fracasado después de la muerte de Ladislao. 

## Gran Duque de Lituania

Polonia y Lituania en 1466, durante el reinado de Casimiro.

La muerte repentina de Segismundo Kęstutaitis dejó vacío el trono en el Gran Ducado de Lituania. El voivoda de Trakai, Jonas Goštautas y otros magnates de Lituania apoyaron a Casimiro como candidato al trono. Sin embargo, muchos nobles polacos esperaban que el niño de trece años se convirtiera en vicerregente del rey polaco en Lituania. Casimiro fue invitado por los magnates lituanos a Lituania, y cuando llegó a Vilna en 1440, fue proclamado Gran Duque de Lituania el 29 de junio de 1440 por el Consejo de los Lores, contrario a los deseos de los señores nobles polacos, un acto apoyado y coordinado por Jonas Goštautas. Cuando llegó la noticia al Reino de Polonia sobre la proclamación de Casimiro como Gran Duque de Lituania, se encontró con hostilidad, incluso hasta el punto de que se lanzaron amenazas militares contra Lituania. Dado que el joven Gran Duque era menor de edad, el control supremo sobre el Gran Ducado de Lituania estaba en manos del Consejo de los Lores, presidido por Jonas Goštautas. A Casimiro le habían enseñado el idioma lituano y las costumbres de Lituania a través de funcionarios judiciales designados.
Durante el régimen de Casimiro, los derechos de los duques de la nobleza lituana, los magnates y los boyardos (nobles menores), independientemente de su religión y etnia, se equiparaban a los de la szlachta polaca. Además, Casimiro prometió proteger las fronteras del Gran Ducado y no nombrar personas del Reino Polaco para los cargos del Gran Ducado. Aceptó que las decisiones sobre cuestiones relativas al Gran Ducado no se tomarían sin el consentimiento del Consejo de los Lores. También le otorgó a la región de Samogitia el derecho de elegir a su propio anciano. Casimiro fue el primer gobernante de Lituania bautizado al nacer, convirtiéndose en el primer Gran Duque católico nativo.
Accedió al trono lituano al morir su tío Segismundo, primo de su padre, y cuatro años después sucedió a su hermano Vladislao, muerto en combate, en el trono polaco. Intentó hacerse con el trono húngaro pero no lo logró.
Libró la guerra de los Trece Años (1454-1466) contra la Orden Teutónica, a la que arrebató la Prusia Real (llegando a la desembocadura del Vístula) y extendió su soberanía a la Prusia Oriental.

## Matrimonio e hijos
Casó con Isabel de Hungría, hija de Alberto II de Habsburgo, rey de Romanos, de Hungría y duque de Austria, y de Isabel de Luxemburgo, hija esta a su vez del rey Segismundo de Hungría (posteriormente también emperador germánico) y de la condesa Barbara de Celje. Sus hijos fueron:
1. Vladislao II, rey de Bohemia y Hungría (1456-1516).
2. Eduviges (1457-1502), casada con el duque Jorge el Rico de Baviera-Landshut.
3. Casimiro el Santo (1458-1484).
4. Juan Alberto (1459-1501).
5. Alejandro (1461-1506).
6. Sofía (1464-1512), casada con el margrave Federico I de Brandeburgo-Ansbach, madre del duque Alberto I de Prusia.
7. Isabel (1465-1466)
8. Segismundo (1467-1548).
9. Federico (1468-1503). Obispo de Cracovia, arzobispo de Gniezno y cardenal.
10. Isabel (1472-1480)
11. Ana (1476-1503), casada con el duque Bogislao X de Pomerania.
12. Bárbara (1478-1534), casada con el duque Jorge de Sajonia (El barbudo).
13. Isabel (1483-1517), casada con el duque Federico II de Legnica.

| Predecesor: Segismundo I  | Gran duque de Lituania 1440-1492 | Sucesor: Alejandro I    |
| Predecesor: Vladislao III | Rey de Polonia 1444-1492         | Sucesor: Juan I Alberto |